# أفيف كوخافي

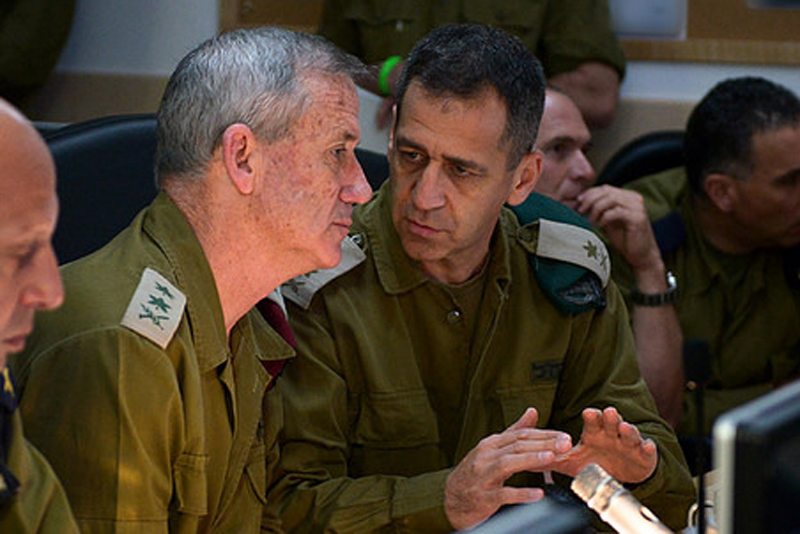
أفيف كوفاخي (يمين) أثناء رئاسته للاستخبارات العسكرية يتحدث إلى رئيس هيئة الأركان العامة بيني غانتس (يسار) خلال عملية الكشف الكامل

أفيف كوخافي (بالعبرية: אביב כוכבי) (من مواليد 23 أبريل 1964) هو رئيس هيئة أركان الجيش الإسرائيلي اعتبارًا من 15 يناير 2019. وحتى وقت قريب كان رئيساً للقيادة الشمالية للجيش الإسرائيلي، وعمل رئيسًا لشعبة الاستخبارات العسكرية في الجيش الإسرائيلي.

## سيرة
كوخافي هو الابن الأوسط بين ثلاثة أخوة، نشأ في كریات بیالیك، وهو عضو في مخيمات الشباب المهاجرين. في عام 1982 تخرج من المدرسة في كريات بياليك ثم انضم إلى الجيش وتطوع للواء المظليين والتحق بكتيبة 890، وتخرج منها مقاتلا مظلياً, وشارك في العمليات العسكرية في الكتيبة واللواء. ثم انتقل للمرحلة الجامعية وتخرج ليصبح قائد سرية مشاة وأصبح ضابط أول ما جعله يتميز ضمن الكتيبة 890، ثم ضابط عمليات الكتيبة ثم أصبح قائد السرية. عمل بعد ذلك جبهة المظليين، وبعد التخرج من الكلية الجامعية عين ضابط العمليات في لواء المظليين. وبعدها تم ترقيته وتعينه قائدا للكتيبة 101 (كتيبة الأفعى) وكلف ليصبح قائد قاعدة تدريب المظليين ونائب قائد لواء المظليين.
في عام 1998، وعند إنهاءه للدراسات العليا من جامعة هارفارد في الولايات المتحدة، تم تعيينه قائد للقسم الشرقي من وحدة الاتصال بلبنان من العام 1998 حتى 2000، تحت قيادة إيرز العميد غيرستين العام قاد تشكيل חצי האש وهي وحدة احتياطية من المظليين ما بين أعوام 1999-2001. وقد شارك في محاولات ضد الانتفاضة الفلسطينية وقد شارك لواء النخبة الذي كان يقوده في التحرك جنبا إلى جنب مع ألوية أخرى مثل لواء جولاني ضد المقاومة الفلسطينية بدءاً من المسجد الأقصى ومخيمات اللاجئين رغم معارضة كبار الضباط بسبب كونها أماكن مزدحمة سكانيا، ويمتن له قادة الجيش بتنفيذ الكثير من العمليات في الضفة المحتلة ضد المقاومة الفلسطينية والتي أدت لخفض قوتها بشكل كبير من خلال المشاركة في عملية السور الواقي في العام 2003. وكلف بقيادة اللواء الاحتياطي من لواء المظليين من 2001 حتى 2003.
عام 2004 استبدال العميد شمويل زكاي القائد السابق لفرقة غزة بكوخافي حيث شغل منصب قائد فرقة غزة حيث أمر قواته بضرب البنية التحتية لفصائل المقاومة الفلسطينية وبقي في منصبه حتي نهاية يوليو 2006. وخلال خدمته كقائد للفرقة وقع حدثان كبيران؛ ففي صيف 2005 نفذت إسرائيل خطة فك الارتباط وانسحبت من قطاع غزة، وفي صيف عام 2006 أسر الجندي جلعاد شاليط وشنت فرقته حملة على غزة سميت حينها أمطار الصيف, لكنها فشلت فتم إقالته من منصبه. في عام 2006 حاول العودة للدراسة في لندن في الكلية الأمنية، لكنه تم إلغاء رحلته خوفا من الاعتقال من قبل السلطات البريطانية للاشتباه في تورطه في جرائم حرب خلال خدمته في غزة سافر إلى الولايات المتحدة بدلا من لندن ودرس في جامعة جونز هوبكنز.
في عام 2007 تم تعيينه رئيسا لشعبة العمليات في هيئة الأركان العامة، وهو المنصب الذي شغله حتى يناير 2010. وفي 22 نوفمبر 2010، تمت ترقيته إلى لواء وعين رئيسا للاستخبارات العسكرية، في أبريل 2014 تقرر تعيين كوخافي سيتم تعيين كقائد لقوات المنطقة الشمالية ثم تولى قيادة المنطقة باكملها في 2 نوفمبر 2014.
في 26 أكتوبر 2018 قام وزير الدفاع الإسرائيلي ليبرمان باختياره كمرشح لقيادة الجيش الإسرائيلي.